# DJ Noize
Kim Sæther (født 1975)  bedre kendt under kunstnernavnet DJ Noize er en dansk Hiphop-DJ. Han er opvokset i Lille Skensved nord for Køge.

## Karriere
DJ Noize er den danske Hiphop DJ, der har højst anerkendelse i udlandet, på grund af sine evner på et par Technics 1210er og de mange titler det har fulgt med.
I 1992 fik Noize sin første titel som sjællandsmester i mix. Derefter fulgte titler som danmarksmester i 1993, 1994, 1995, 1996 og 2000.[kilde mangler]
Andenpladsen i verdensmesterskaberne  i 1994 og 1995. Førsteplads i verdensmesterskaberne i 1996.
I 1994 var han den første hvide og den første ikke amerikaner der vandt New Musik Seminar DJ Battle, og så vandt han Turntable Techniques (europamesterskaberne i battle) i 1998.
Noize var den ene tredjedel af DJ-gruppen Denmarks Finest, der også omfattede DJ Static og DJ Shine.
DJ Noize har de seneste par år arbejdet sammen med den danske producer Sonny B aka. DJ Typhoon på NBTB (Nobody Beats The Beats) projekterne hvor han er med på alle tre albums. Han var også medlem af hiphop gruppen Double Mouth sammen med Pharfar fra Bikstok Røgsystem og Mis Marie.
DJ Noize arbejder i dag sammen med produktionshuset Gabriel Flies på Frederiksberg. Desuden er han en femtedel af gruppen Majors, der består af Noize selv, DJ Static, Negash Ali, Nat Ill og J-Spliff. DJ Noize og Pede B arbejder også meget sammen, og de er i gang med at lave et album som udkommer i år 2014/2015
Han har flere gange medvirket som DJ og scratcher til Comedy Aid.

## DJ Noizes solo udgivelser
- LP The Whole Mess (1996)
- LP The Whole Mess part 2 (1999)
- CD The Whole Mess parts 1 & 2' (1999)
- 12'er Fantastic feat. Maylay Sparks / It's a demo 2000 feat. Freestyle (2000)

## Udgivelse hvor DJ Noize er med
- LP KVBeats / The Résumé (5'9" + Won)
- 12'er V.A. / Cph Claimin' Respect #2. (2004)
- 12'er Urban Broadcast / Live Transmission (2001)
- CD/LP V.A. / Global Networking (1999)
- CD V.A. / RAPOMANIA vol.1 (?)
- CD Nobody Beats The Beats / Nobody Beats The Beat (2002)
- CD/LP Nobody Beats The Beats / Nobody Beats The Beat The Second Coming (2003)
- CD Nobody Beats The Beats / Nobody Beats The Beat Drops From Above (2004)
- CD Beatman & Rockin' / Who's Supa Now (2006)
- CD V.A. / ScandalNavia vol. 1 (2001)
- CD/LP Static & Nat Ill / Teamwork (2006)
- CD/LP Massinfluence / The Underground Science (?)
- CD mixtape Per Vers feat DJ Noize / Vers 64.0 (a two player game) (2007)
- CD Danskrap.dk / Så Ka’ I Lære Det (2003)
- CD/LP Drop Dead / HipHop til folket (1996)
- CD/LP Freestyle / Etched in Stone (2004)
- CD V.A. / Flamingo Files Vol.1 (2007) Hele albummet er mixet af DJ Noize
- CD Double Mouth / Rhymes Ahead (1999)
- CD/LP Majors / Majors (2008)
- Gratis mp3 V.A. / Ciphersounds vol.1 (2005)
- Singler "Noget Saerligt", "We Fell", "Come Down Jesus" & "The Dream", udgivet på Gabriel Flies records 2007